# Цехер Арон Абрамович
Арон Абрамович Цехер (липень 1895, місто Обухів, тепер Київської області — розстріляний 19 серпня 1938, місто Ташкент, тепер Узбекистан) — радянський діяч, відповідальний секретар Адигейського і Дагестанського обкомів ВКП(б), 2-й секретар ЦК КП(б) Узбекистану. Член ЦВК Узбецької РСР.

## Життєпис
Народився в липні 1895 року в родині єврейського робітника-маляра. У 1908 році закінчив трьохкласну церковнопарафіяльну школу, в 1912 році — міську чотирьохкласну школу міста Саратова.
У 1910 році засуджений до адміністративної висилки під гласний нагляд поліції до Саратовської губернії.
У 1911—1914 роках — робітник-бетоняр у приватного підрядника в місті Саратові.
З 1914 по березень 1917 року належав до лівої групи меншовиків-інтернаціоналістів РСДРП.
У 1915—1916 роках — робітник-бетоняр, штампувальник-інструментальник на трубному заводі «Жесть» в місті Пензі.
У 1916 році закінчив три класи технічного училища в місті Саратові.
У 1916 році знову заарештований. 6 (19) березня 1917 року амністований.
Член РСДРП(б) з березня 1917 року.
У березні 1917 — 1918 року — секретар більшовицької фракції Саратовської ради робітничих і солдатських депутатів.
У 1918—1922 роках — секретар фабрично-заводського районного комітету РКП(б); секретар залізничного міського комітету РКП(б) у місті Саратові; завідувач організаційного відділу Саратовського губернського комітету РКП(б).
У 1922 році — завідувач організаційного відділу Ярославського губернського комітету РКП(б).
У 1922—1924 роках — завідувач агітаційно-пропагандистського відділу Середазбюро ЦК РКП(б) і ЦК КП(б) Туркестану в місті Ташкенті.
У 1925—1927 роках — завідувач відділу агітації та пропаганди Томського окружного комітету ВКП(б).
У 1927—1929 роках — заступник завідувача відділу агітації та пропаганди Північно-Кавказького крайового комітету ВКП(б) у місті Ростові-на-Дону.
У липні 1929 — 2 серпня 1931 року — відповідальний секретар Адигейського обласного комітету ВКП(б).
У червні 1931 — березні 1934 року — відповідальний (1-й) секретар Дагестанського обласного комітету ВКП(б).
7 червня 1934 — 5 вересня 1937 року — 2-й секретар ЦК КП(б) Узбекистану.
5 вересня 1937 року рішенням бюро ЦК КП(б) Узбекистану знятий з посади, виведений з членів бюро та виключений з партії «як ворог народу». 5 вересня 1937 року заарештований органами УДБ НКВС Узбецької РСР. 19 серпня 1938 року засуджений до розстрілу, того ж дня страчений.
Посмертно реабілітований 17 листопада 1956 року. Відновлений в членах КПРС 12 січня 1957 року.